# Taxeotis homoeopa
Taxeotis homoeopa là một loài bướm đêm trong họ Geometridae.